# Allemands de Biélorussie
Les Allemands de Biélorussie ou Allemands de Russie-Blanche (biélorusse : Белару́скія не́мцы, russe : Белору́сские не́мцы, allemand : Weißrusslanddeutsche ou Belarusdeutsche) est une communauté ethnique de Biélorussie qui formait avant 1945 une communauté notable de 50 000 membres, descendants d'Allemands.

## Histoire
Les premiers marchands et missionnaires allemands, dont saint Bruno de Querfurt, arrivèrent dans ce qui est maintenant la Biélorussie à la fin du Xe siècle et au début du XIe siècle. Le duché médiéval de Polotsk avait des liens étroits avec la ligue hanséatique qui commerçait notamment avec la ville de Polotsk qui abritait une importante communauté allemande. 
Un nombre significatif d'Allemands s'installe dans le territoire actuel de la Biélorussie à l'époque du grand-duché de Lithuanie, puis sous la république des Deux-Nations et après l'intégration à l'Empire russe. 
Au début du XXe siècle, il y avait environ 50 000 Allemands ethniques qui vivaient dans l'actuelle Biélorussie. Minsk abritait une population de 2 000 Allemands qui se retrouvaient à l'église luthérienne et habitaient pour beaucoup dans le quartier alentour.
Dès le début de la Première Guerre mondiale, ils sont contraints pour beaucoup à la déportation et surtout pendant la guerre civile russe. L'URSS des années 1930-1940 les déporte en Asie centrale ou au-delà de l'Oural avec d'autres groupes comme les Allemands de la Volga ou les Allemands de Crimée. En 1938, il n'en restait plus que 8 448. À la fin de  l'occupation allemande, ceux qui sont restés les suivent dans leur repli en Allemagne. À la chute de l'URSS, des Allemands du Kazakhstan ou de Russie s'arrêtent en Biélorussie sur le chemin de l'Allemagne. Une petite communauté d'expatriés allemands s'installe à Minsk, mais les communautés n'existent plus. D'après un recensement de 2009, les Allemands de Biélorussie ne sont plus que 2 474. Les quelques églises luthériennes qui subsistent et qui ont été désacralisées pour d'autres usages dans les années 1920-1930 rappellent le souvenir de ces communautés disparues. Une plaque mémorielle leur est dédiée à Minsk en mai 2019.

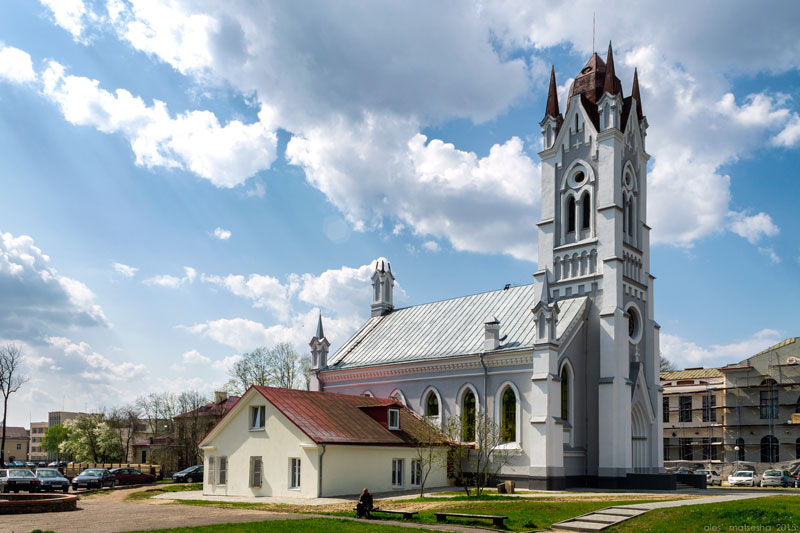
Église luthérienne de Grodno, un des rares lieux de culte luthérien encore ouvert en Biélorussie.
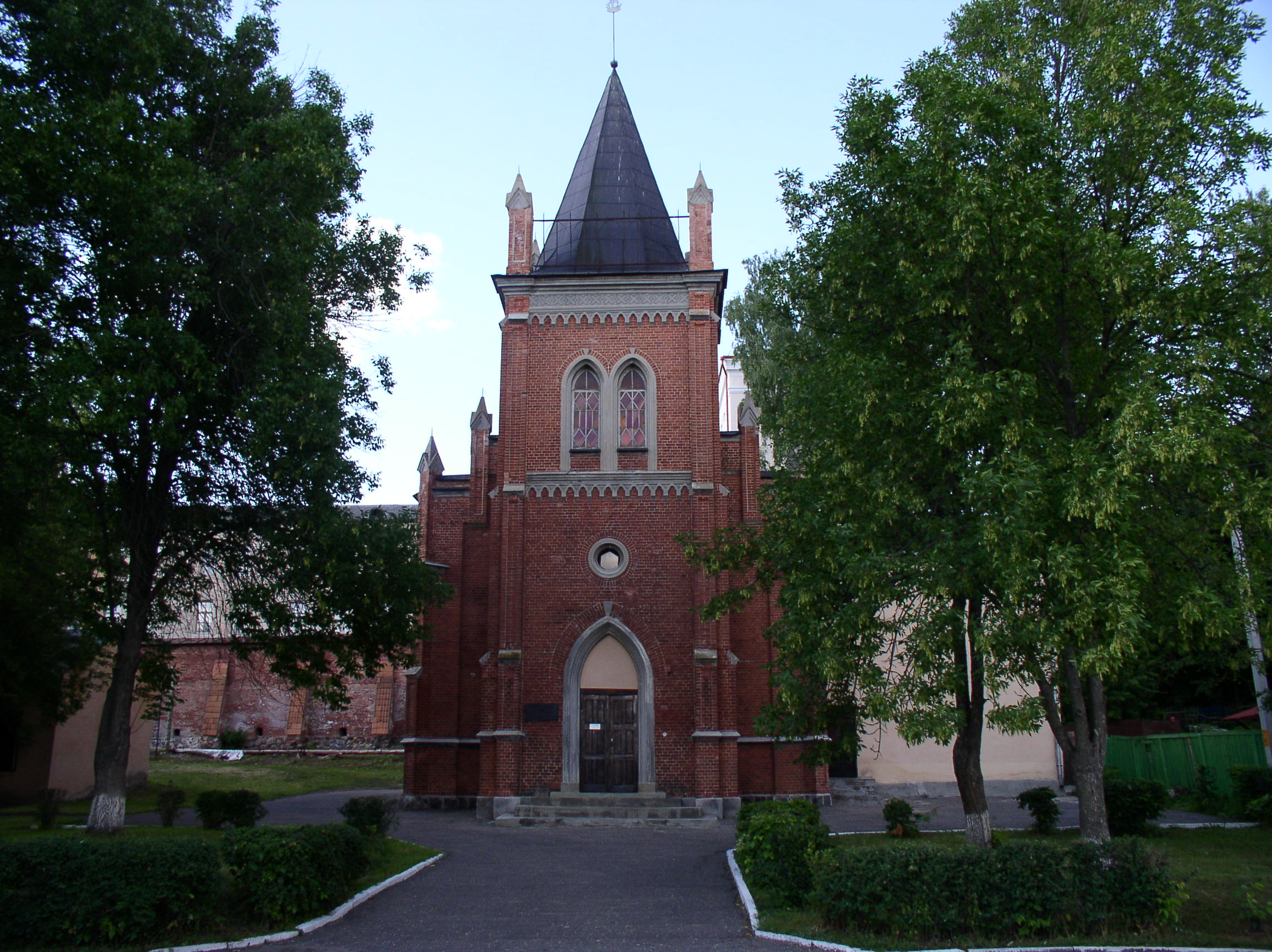
Ancienne église luthérienne de Polotsk.
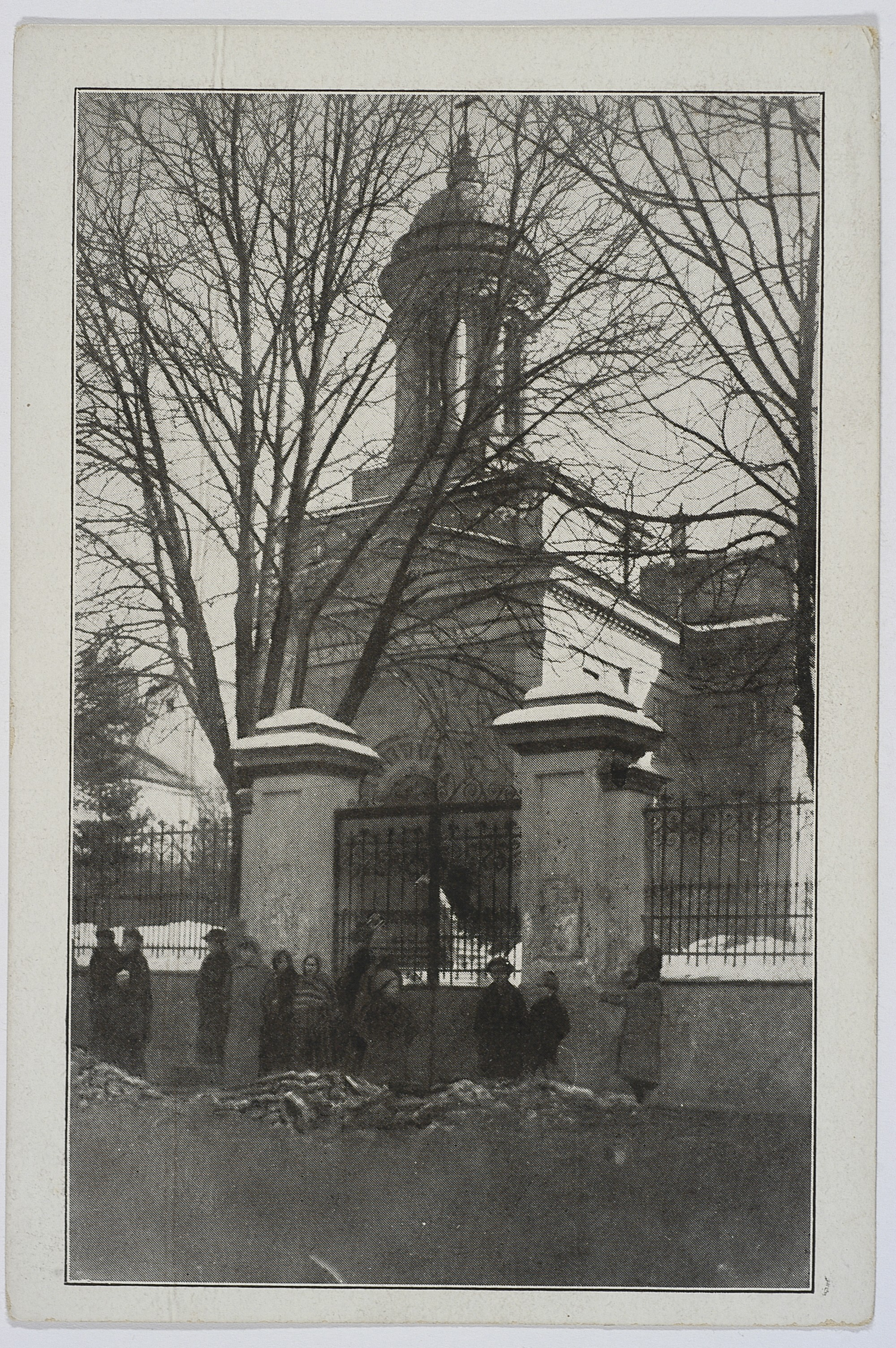
Église luthérienne de Minsk (détruite dans les années 1930)
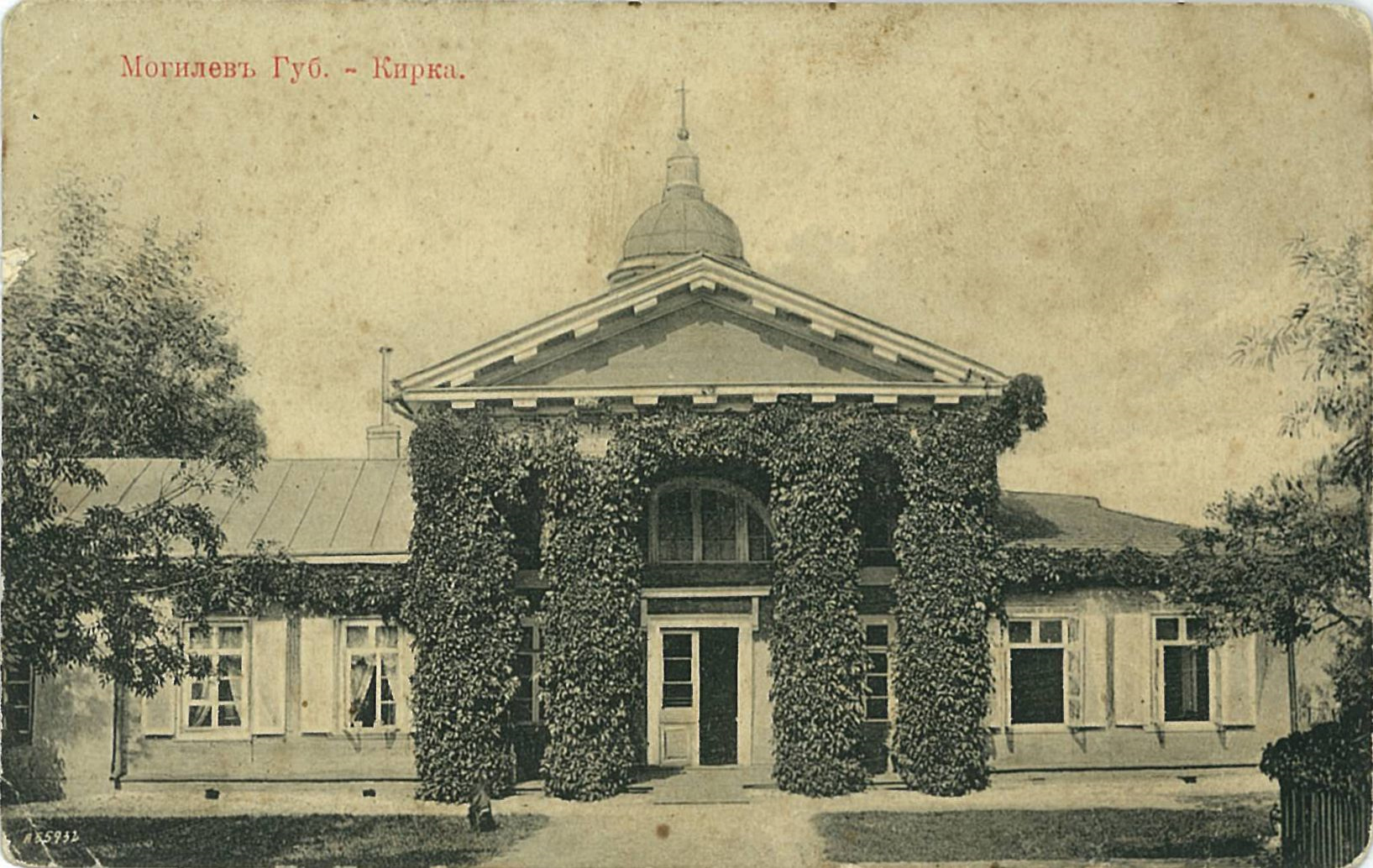
Église luthérienne de  Moguilev (détruite).

## Allemands de Biélorussie notables
- Barys Hiunter, membre du Soviet suprême de Biélorussie du parti du Front populaire bielorusse, descendant d'Allemands de la Volga[4],[5]
- Juliana Menke, activiste antigouvernelentale descendante d'Allemands de Lituanie   [6]
- Eduard von der Ropp, archevêque de Moguilev de 1917 à 1939[7]
- Otto Schmidt, scientifique soviétique, explorateur de l'Arctique et homme politique,
- Lavon Volski, musicien rock d'ascendance allemande.